# Uranotaenia bosseri
Uranotaenia bosseri är en tvåvingeart som beskrevs av Alexis Grjebine 1979. Uranotaenia bosseri ingår i släktet Uranotaenia och familjen stickmyggor.
Artens utbredningsområde är Madagaskar. Inga underarter finns listade i Catalogue of Life.